# 韓弘 (永樂進士)
韓弘，字士毅，福建福州府福清縣人，明朝政治人物、進士出身。

## 生平
永樂九年，福建乡试中舉。永樂十三年，登乙未科會試中進士，授户部主事，历永平府同知，后升任扬州府知府、浙江布政司参政。景泰初年辭職歸鄉。